# Nadleśnictwo Woziwoda
Nadleśnictwo Woziwoda – jednostka organizacyjna Lasów Państwowych podległa Regionalnej Dyrekcji Lasów Państwowych w Toruniu. Jedno z 27 nadleśnictw w dyrekcji toruńskiej, położone w północno-zachodniej części obszaru jego działania. Leży na terenie dwóch powiatów: tucholskiego w województwie kujawsko-pomorskim oraz chojnickiego w województwie pomorskim. Siedziba nadleśnictwa mieści się w osadzie Woziwoda. Od roku 1994 wraz z sąsiednimi nadleśnictwami tworzy Leśny Kompleks Promocyjny Bory Tucholskie. Całkowita powierzchnia nadleśnictwa to 14,6 tys. ha.

## Położenie
Według regionalizacji przyrodniczo-leśnej, obszar Nadleśnictwa Woziwoda leży w III Krainie Wielkopolsko-Pomorskiej w dzielnicy Borów Tucholskich.

Według regionalizacji fizycznogeograficznej, obszar Nadleśnictwa Woziwoda położony jest w mezoregionie Borów Tucholskich.

## Historia
Pierwsze nadleśnictwo o nazwie Woziwoda zostało utworzone w roku 1833. Jednak już pod koniec XVIII wieku istniało na tym terenie zorganizowane gospodarstwo leśne. Lasy obecnego nadleśnictwa Woziwoda leżały wówczas w obrębie lasów królewskich króla pruskiego. Obszar podzielony był na rewiry: Wozewoddasche Revier, Gr.Schliewitzsche Revier i Wolfbruchsche Revier. 

W roku 1973 Nadleśnictwo Woziwoda zostało zlikwidowane i włączone do nowo powołanego Nadleśnictwa Tuchola. Utworzyło tam osobny obręb leśny - Woziwoda. Taki stan trwał do roku 1991. Wówczas wskutek zmian organizacyjnych toruńskiej dyrekcji Lasów Państwowych, Nadleśnictwo Woziwoda powołane zostało ponownie poprzez wyodrębnienie obrębu Woziwoda z Nadleśnictwa Tuchola.

## Charakterystyka
Obszar Nadleśnictwa Woziwoda charakteryzuje się wysoką lesistością wynoszącą ponad 69%. Dominującym typem siedliskowym lasu na jego terenie są siedliska borowe, przede wszystkim bór świeży i bór mieszany świeży. Dominującem gatunkiem jest sosna pospolita.

## Podział administracyjny
Nadleśnictwo Woziwoda podzielone jest na dwa obręby leśne:
- obręb Woziwoda,
- obręb Twarożnica,

które z kolei składają się z 9 leśnictw:
- Dąbki,
- Legbąd,
- Lipce,
- Różanek,
- Ustronie,
- Wilcze Doły,
- Woziwoda,
- Zielonka,
- Zielony Dół.

## Ochrona przyrody
Na terenach leśnych należących do Nadleśnictwa Woziwoda istnieje wiele obszarów podlegających ustawowym formom ochrony przyrody. W jego granicach utworzony został Tucholski Park Krajobrazowy oraz sześć częściowych rezerwatów przyrody:
- Bagno Grzybna,
- Cisy nad Czerską Strugą,
- Dolina Rzeki Brdy,
- Jeziorka Kozie,
- Jezioro Zdręczno,
- Ustronie.

Wschodnia część Nadleśnictwa Woziwoda leży w granicach Śliwickiego Obszaru Chronionego Krajobrazu. Na terenie nadleśnictwa uznano ponad 184 ha użytków ekologicznych oraz 48 pomników przyrody.

W roku 2010 obszar nadleśnictwa stał się częścią nowego rezerwatu biosfery Bory Tucholskie, utworzonego w ramach programu UNESCO "Człowiek i biosfera".

## Edukacja i turystyka
Nadleśnictwo Woziwoda pełni rolę centrum edukacyjnego całego Leśnego Kompleksu Promocyjnego "Bory Tucholskie". W ramach tego projektu powstało wiele obiektów służących celom edukacji przyrodniczo-leśnej. Wśród nich utworzono między innymi:
- Ośrodek Edukacji Przyrodniczo-Leśnej w siedzibie nadleśnictwa
- „Zielona Szkoła” w Woziwodzie
- Ścieżka przyrodniczo-leśna „Nad Brdą” w Woziwodzie